# 李元昌
李 元昌（り げんしょう、生年不詳 - 貞観17年4月6日（643年4月29日））は、中国の唐の高祖李淵の七男。漢王に立てられた。

## 経歴
李淵と孫嬪のあいだの子として生まれた。若くして学問を好み、隷書を得意とした。また膂力にすぐれ、騎射をよくした。
武徳3年（620年）、魯王に封ぜられた。貞観5年（631年）、華州刺史に任じられ、梁州都督に累進した。貞観10年（636年）、漢王に徙封された。梁州にあって不法な振る舞いが多く、太宗はとがめて叱責したが、李元昌はこれを恨みに思って、太子李承乾に接近した。貞観16年（642年）、長安に来朝すると、東宮に宿泊し、「殿下には早く天子となっていただきたい。今上のそばに琵琶のうまい宮人がいるが、事が成ったあかつきにはわたしに賜らんことを」と李承乾に言った。李承乾はこれを許し、臂を割いて血盟した。貞観17年（643年）、李承乾の謀反は失敗に終わり、太宗は李元昌を誅殺するのに忍びなく、一命だけは助けようとしたが、大臣の高士廉・李勣らが厳しく反対した。太宗はやむをえず、李元昌を家で自殺させ、封国も除かせた。妻子は連座して庶民に落とされた。

## 伝記資料
- 『旧唐書』巻64 列伝第14「漢王元昌伝」
- 『新唐書』巻79 列伝第4「漢王元昌伝」